# 엔리코 베레
엔리코 베레(이탈리아어: Enrico Berrè, 1992년 11월 10일~)는 이탈리아의 펜싱 선수로 주 종목은 사브르이다. 2020년 하계 올림픽에서 남자 사브르 단체전 은메달을 획득했고 세계 선수권 대회에서 금메달 1개, 은메달 1개, 동메달 2개를 획득했다.

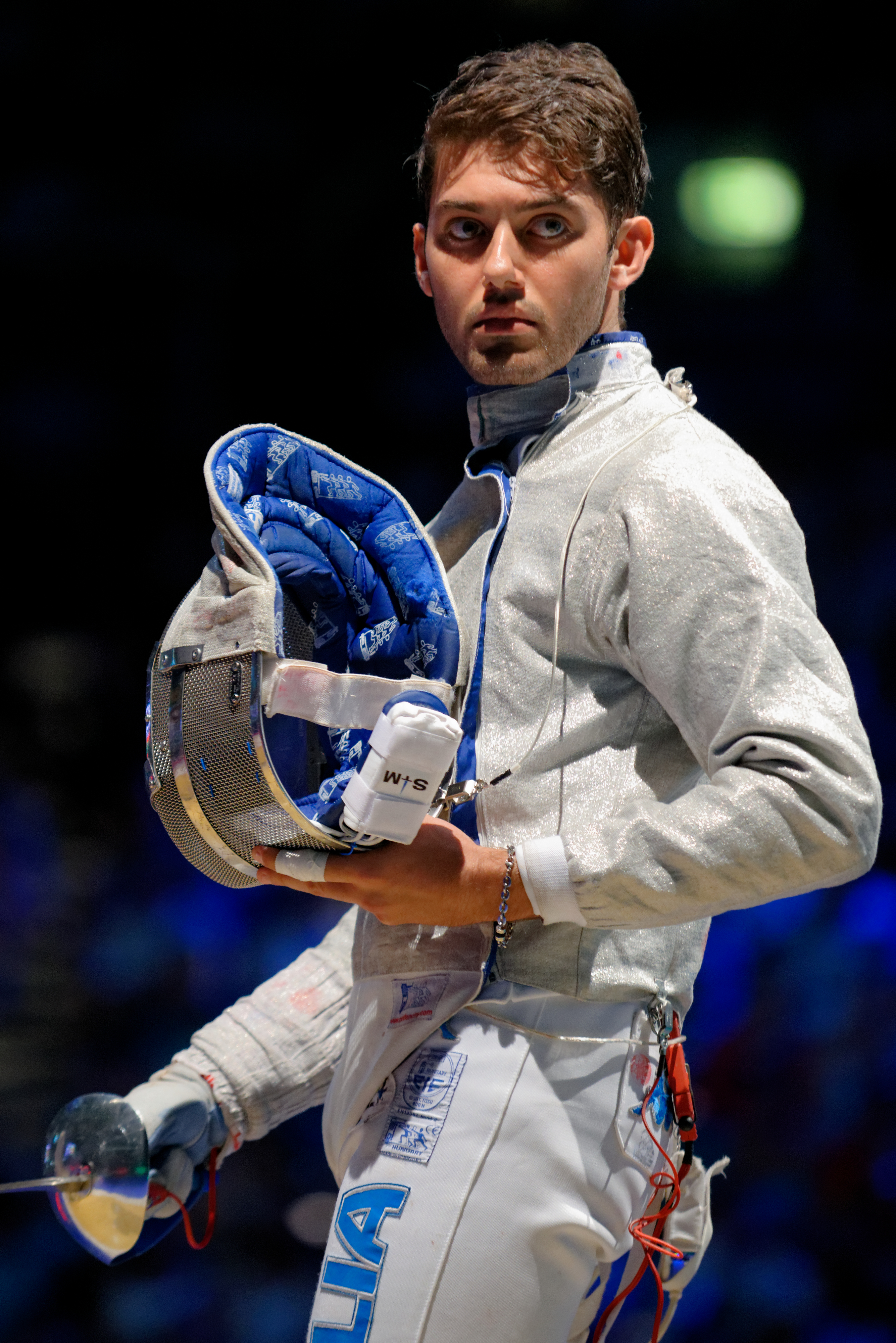
2013년 세계 선수권 대회 당시의 베레